# フメリニツキー原子力発電所
フメリニツキー原子力発電所（ウクライナ語: Хмельницька АЕС、ロシア語: Хмельницкая АЭС）は、ウクライナ、フメリニツキー州、Netishynにある原子力発電所。運用はエネルゴアトムが行っている。2基のVVER-1000が運用されており、それぞれ1000MWの出力を持つ。1号機の建設は1981年に始まり、1987年の終わりに運用を開始した。2号機は1983年に建設が始まり、1991年に完成予定であったが、1990年に建設が停止され、その後モラトリアムが解消された2004年8月に建設が完了した。
2基の原子炉が現在建設中である。3号機の建設は1985年9月に始まり、4号機は1986年6月に始まった。建設は1990年に1号機が75%、2号機が28%完成した状態で停止された。2010年6月にロシアとウクライナの間で建設再開の政府間合意が調印された。2011年2月10日、エネルゴアトムとアトムストロイエクスポルトは3号機と4号機の完成を合意する契約に調印した。これらは2016年と2017年に商業運用が開始される予定である。3号機と4号機の実現可能性の調査はキエフ研究所エネルゴプロケットが行った。
フメリニツキー原発はウクライナからポーランドのジェシュフへ向かう750kVのジェシュフ・フメリツキー送電線の3本の内1本の始点である。

## 原子炉
| 原子炉                 | 原子炉形式                            | 正味発電量 | 総発電量 | 建設           | 送電網同期      | 商業運転        | 停止       |
| ---------------------- | ------------------------------------- | ---------- | -------- | -------------- | --------------- | --------------- | ---------- |
| 1号機 (Khmelnytskyi-1) | VVER-1000/320                         | 950 MW     | 1,000 MW | 1981年 11月1日 | 1987年 12月31日 | 1988年 8月13日  | 2028年予定 |
| 2号機 (Khmelnytskyi-2) | VVER-1000/320                         | 950 MW     | 1,000 MW | 1985年 2月1日  | 2004年 8月7日   | 2005年 12月15日 | 2035年予定 |
| 3号機 (Khmelnytskyi-3) | WWER-1000/320 あるいは WWER-1000/392B | 950 MW     | 1,000 MW | 1986年 3月1日  | 2015年予定      |                 |            |
| 4号機 (Khmelnytskyi-4) | WWER-1000/320 あるいは WWER-1000/392B | 950 MW     | 1,000 MW | 1987年 2月1日  | 2016年予定      |                 |            |

## 註
1. ↑  “Nuclear Power Plants in Lithuania & Ukraine”. industcards.com 2011年2月13日閲覧。
2. ↑  “Khmelnitsky feasibility study progresses”. World Nuclear News. (2011年2月3日) 2011年2月13日閲覧。
3. ↑  “Contract agreement for Khmelnitsky 3 and 4”. World Nuclear News. (2011年2月10日) 2011年2月13日閲覧。
4. ↑  “Nuclear Power Reactor Details -  KHMELNITSKI-1”. Power Reactor Information System.  International Atomic Energy Agency (IAEA). 2020年8月29日閲覧。
5. 1 2  “Nuclear Power in Ukraine”.   World Nuclear Association (2020年7月). 2020年8月29日閲覧。
6. ↑  “Nuclear Power Reactor Details -  KHMELNITSKI-2”. Power Reactor Information System.  International Atomic Energy Agency (IAEA). 2020年8月29日閲覧。
7. ↑  “Nuclear Power Reactor Details -  KHMELNITSKI-3”. Power Reactor Information System.  International Atomic Energy Agency (IAEA). 2020年8月29日閲覧。
8. ↑  “Nuclear Power Reactor Details -  KHMELNITSKI-4”. Power Reactor Information System.  International Atomic Energy Agency (IAEA). 2020年8月29日閲覧。